# فيوليت ماكميلان
فيوليت ماكميلان (بالإنجليزية: Violet MacMillan)‏ هي ممثلة أمريكية، ولدت في 4 مارس 1887 في غراند رابيدز في الولايات المتحدة، وتوفيت بنفس المكان في 29 ديسمبر 1953.

## وصلات خارجية
- فيوليت ماكميلان على موقع IMDb (الإنجليزية)
- فيوليت ماكميلان على موقع قاعدة بيانات برودواي على الإنترنت (الإنجليزية)
- فيوليت ماكميلان على موقع قاعدة بيانات برودواي على الإنترنت (الإنجليزية)
- فيوليت ماكميلان على موقع قاعدة بيانات الفيلم (الإنجليزية)